# ルーツ (カーティス・メイフィールドのアルバム)
『ルーツ』（Roots）は、アメリカ合衆国のソウル/ファンク・ミュージシャン、カーティス・メイフィールドが1971年に発表した、ソロ名義では2作目のスタジオ・アルバム。

## 解説
オリジナルLPは見開きジャケット仕様で、1971年10月から1972年10月までのカレンダーが付属していた。
アメリカでは総合アルバム・チャートのBillboard 200で40位に達し、『ビルボード』のR&Bアルバム・チャートでは6位を記録した。また、本作からのシングル「ゲット・ダウン」は、1971年12月18日付のBillboard Hot 100で最高69位を記録し、『ビルボード』のR&Bシングル・チャートでは「ゲット・ダウン」が13位、「ウィ・ガット・トゥ・ハヴ・ピース」が32位、「ビューティフル・ブラザー・オブ・マイン」が45位を記録した。
Russell Gerstenは1972年2月17日付の『ローリング・ストーン』誌のレビューにおいて「コンセプトの面でも技術面でも、疑いなくマーヴィン・ゲイの『ホワッツ・ゴーイン・オン』から影響を受けている」「このレコードで聴けるハーモニーの一部は驚異的で、彼を支えるリズム・セクションも良い。『ルーツ』は妙に穏やかなアルバムで、カーティスが時折うまくやってみせた際は、本当に美しい。しかし、最終的には不満と不毛さが残ってしまう」と評している。一方、Bruce Ederはオールミュージックにおいて5点満点中4.5点を付け「メイフィールドはバックの楽器を、紛れもないソウル・オーケストラの領域まで広げ、本作の音楽性は『カーティス』からの曲よりも大胆になった」と評している。

## 収録曲
特記なき楽曲はカーティス・メイフィールド作。
サイドA
1. ゲット・ダウン – "Get Down" – 5:44
2. キープ・オン・キーピング・オン – "Keep On Keeping On" – 5:08
3. アンダーグラウンド – "Underground" – 5:17
4. ウィ・ガット・トゥ・ハヴ・ピース – "We Got to Have Peace" – 4:44

サイドB
1. ビューティフル・ブラザー・オブ・マイン – "Beautiful Brother of Mine" – 7:25
2. ナウ・ユーアー・ゴーン – "Now You're Gone" (Mayfield, Joseph Scott) – 6:48
3. ラヴ・トゥ・キープ・ユー・イン・マイ・マインド – "Love to Keep You in My Mind" – 3:46

### 1998年日本盤CD (VICP-60378)ボーナス・トラック
1. ゲット・ダウン（シングル・エディット） – "Get Down (Single Edit)" – 3:50

## 参加ミュージシャン
- カーティス・メイフィールド - ボーカル、ギター
- クレイグ・マクマレン - ギター
- ジョセフ・"ラッキー"・スコット - ベース
- タイロン・マッカレン - ドラムス
- ヘンリー・ギブソン - パーカッション
- リロイ・ハトソン（英語版）、マイケル・ホーキンス - バックグラウンド・ボーカル